# Робінзон Крузо (фільм, 1902)
«Робінзон Крузо» (фр. Les Aventures de Robinson Crusoé, 1902) — французький німий короткометражний художній фільм Жоржа Мельєса.

## Сюжет
Фільм складався із 25 картин. Ось деякі з них: корабельна аварія, будівництво хатини, зустріч з дикунами, порятунок П'ятниці, будівництво човна, землетрус, порятунок і від'їзд на кораблі, бунт на борту і повернення в Саутгемптон. До наших днів збереглися уривки загальною тривалістю близько хвилини.

## Художні особливості
Мельєс писав у передмові до сценарію, що при створенні фільму він прагнув передати події з найбільшим реалізмом , однак, щоб зобразити грозу, він знімає пальми, написані на полотні та освітлені блискавками, отриманими від електричної дуги.